# Mikołaj III (prawosławny patriarcha Antiochii)
Mikołaj III – chalcedoński patriarcha Antiochii w latach 1000–1003.